# Venét nyelv
A venét nyelv az indoeurópai nyelvcsalád itáliai ágának északi csoportjába tartozó ókori kihalt nyelv, amelyet Itália északkeleti részén, a mai Olaszország Veneto és Friuli tartományai területén, illetve valószínűleg Ausztria déli részén egy keskeny sávban beszéltek; nemrégiben hírt adtak Nyugat-Magyarországon felfedezett venét nyelvű szöveges anyagokról is.[forrás?]
A ránk maradt igen kevés feliratos emlék (kb. 250 rövid, 10 szónál nem hosszabb szövegek) alapján a nyelv a latinnal állhatott közeli rokonságban: ezt tükrözi hang- és a névszóragozási rendszer. Kezdetben az etruszk ábécét használták, majd a latin írást vették át.
Példák: ekvon donasto „lovat ajánlott fel” (vö. latin equum donavit), ego „én” (vö. latin ego), mego „engem” (vö. latin me).